# Die Lüge (2023)
Die Lüge (Originaltitel: En helt vanlig familj) ist eine schwedische Miniserie, die am 24. November 2023 auf der Streaming-Plattform Netflix veröffentlicht wurde. Die Serie basiert auf dem gleichnamigen Roman von Mattias Edvardsson.

## Inhalt
Die Serie erzählt die Geschichte der Familie Sandell in der südschwedischen Stadt Lund. Vater Adam ist Pfarrer, Mutter Ulrika ist Anwältin. Ihre Tochter Stella ist 19 Jahre alt. Nach außen hin führen sie ein glückliches Familienleben. Alles ändert sich, als Stella des Mordes beschuldigt wird. Die Eltern sind verzweifelt und wissen nicht, was sie tun sollen. Sie wollen Stella um jeden Preis helfen. Doch die Frage ist, ob sie ihre Tochter und auch einander wirklich kennen.

## Produktion
Die Serien-Adaption des Romans wurde 2022 angekündigt. Die Dreharbeiten fanden in Lund und in Stockholm statt. Regie führte Per Hanefjord, die Drehbücher schrieben Hans Jörnlind und Anna Platt. Die Hauptrollen spielen Björn Bengtsson, Alexandra Karlsson Tyrefors und Lo Kauppi.
Die Serie wurde am 24. November 2023 auf der Streaming-Plattform Netflix veröffentlicht.

## Besetzung und Synchronisation
Die deutschsprachige Synchronisation entstand nach den Dialogbüchern von Sarah Riede und Lutz Riedel sowie unter der Dialogregie von Sarah Riede und Patrick Winczewski durch die Synchronfirma VSI Synchron GmbH.
| Rolle                     | Schauspieler                | Synchronsprecher    |
| ------------------------- | --------------------------- | ------------------- |
| Stella Sandell            | Alexandra Karlsson Tyrefors | Clara Drews         |
| Christoffer 'Chris' Olsen | Christian Fandango Sundgren | Tim Schwarzmaier    |
| Adam Sandell              | Björn Bengtsson             | Matti Klemm         |
| Amina Besic               | Melisa Ferhatovic           | Friedel Morgenstern |
| Ulrika Sandell            | Lo Kauppi                   | Anna Grisebach      |